# 상 (물리학)
상(相, 영어: phase)은 물리학에서 일정한 물리적 성질을 가지는 균일한 물질계를 말한다. 물질의 상태 가운데 고체, 액체, 기체가 대표적이다. 그 밖에도 플라즈마, 액정, 초유체, 초고체, 자석 등도 물질의 상이다.

## 상의 종류

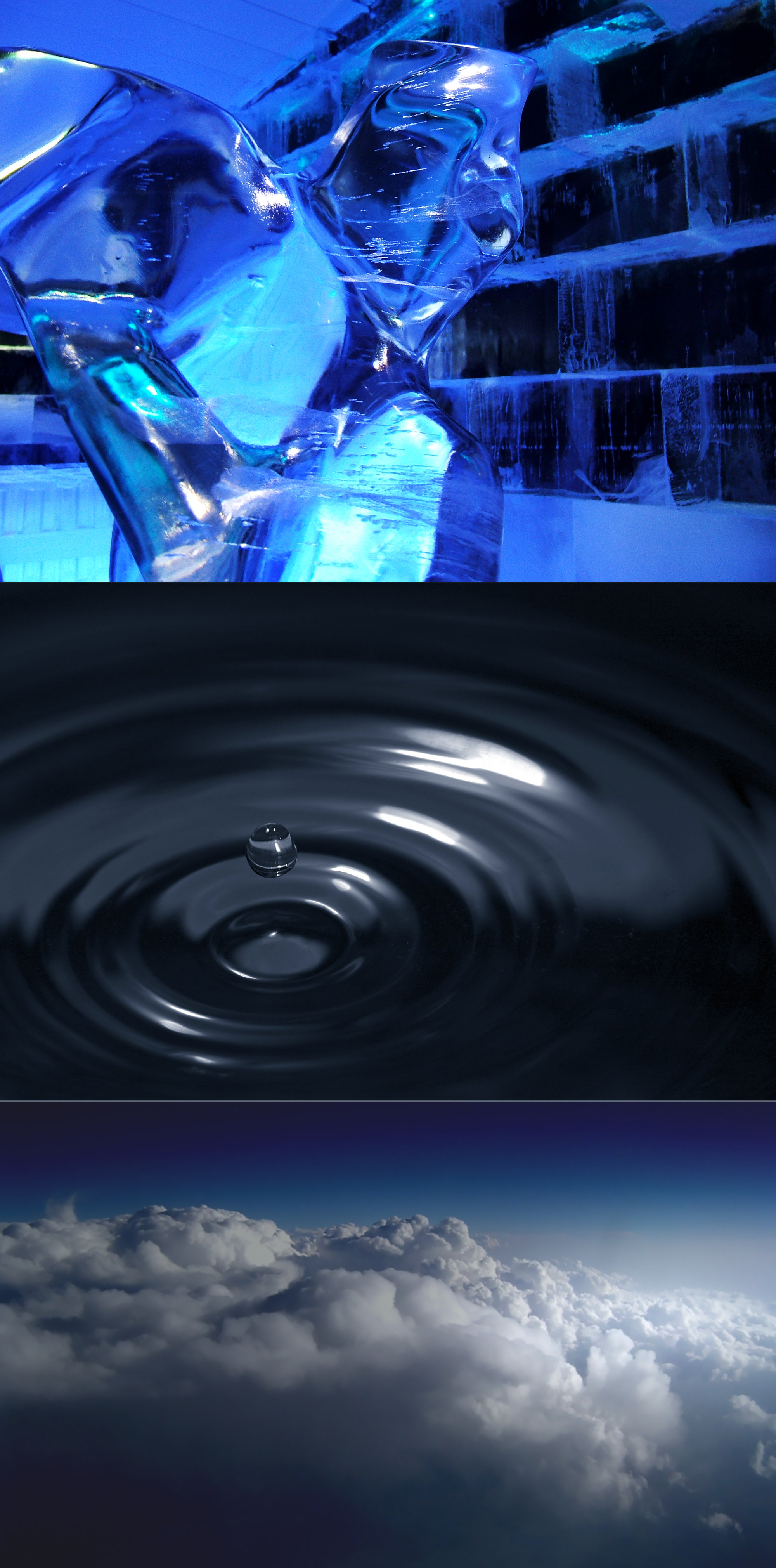
물은 대기압 근처에서 얼음, 물, 수증기 세가지 상을 가진다.

상이란 기본적으로 고체, 액체, 기체와 같이 물질이 갖는 여러 가지 상태를 말한다. 이러한 상은 기본적으로 여러 가지 거시적 성질을 보면 구별할 수 있다. 예를 들어, 흐를 수 있는지에 따라 고체와 유체로 상을 구별할 수 있고, 유체도 용기에 담았을 때 날아가 버리는지, 고이는지에 따라 액체와 기체로 구별할 수 있다. 어떤 물질의 경우엔 고체, 액체, 기체와 같이 단순하게 몇 개의 상만 있는 것이 아니라 더 많은 여러종류의 상을 갖기도 한다. 예를 들어 탄소의 경우, 잘 알려진 상으로 다이아몬드와 흑연이 있다. 두 결정은 모두 균일하고, 일정한 물리적 성질을 갖고, 같은 종류의 원자로 구성되어 있고, 고체의 성질을 갖지만, 결정구조가 다름으로 인해 다른 물리적 성질이 생기게 된다. 또한 헬륨(4He)의 경우에는 He I 과 He II 라는 두가지 액체 상을 갖기도 한다.
위의 상들은 기본적으로 온도와 압력의 변화를 통해 얻어지는 상들이지만, 다른 변화를 줌으로써 생기는 변화에 대해서도 여러 가지 상을 정의할 수 있다. 예를 들어, 외부에서 주는 자기장과 온도의 변화에 따라 초전도상태를 갖는 물질은 초전도상태와 보통 상태 두가지로 나눌 수 있고, 강자성의 방향이 위쪽 또는 아래쪽이 되는 두가지 상으로 구별할 수도 있다.
일반적으로, 이러한 상들의 경계는 거시적 물리량들이 불연속적으로 변화하는 구간을 통해 상의 경계를 정의할 수 있다.

## 상전이
철은 고체, 물은 액체, 공기는 기체라고 하듯이 물질의 종류에 따라 각각의 상태가 정해져 있는 것이 아니라, 이들 상태는 온도 등의 조건에 따라 변화한다. 예를 들면, 물은 보통 액체이지만 이것을 가열하면 증발하여 수증기(기체)가 되고, 냉각시키면 얼어서 얼음(고체)이 변한다. 이와 같이 물은 고체·액체·기체의 3가지 상태로 변화하는데, 이와 마찬가지로 다른 많은 물질도 3가지 상태로 변화한다. 철도 용광로에서 볼 수 있는 바와 같이 강하게 가열하면 액체가 된다. 그리고 조건에 따라서는 기체로도 된다. 또, 공기는 보통 기체이지만 압력을 가하고 냉각시키면 액체가 되고, 고체로도 된다. 이와 같이, 철이나 공기는 조건에 따라 고체·액체·기체의 어떤 상태로도 될 수 있다. 그러나 물질에 따라서는 3가지 상태로 변하지 않는 것도 있다. 예를 들면, 설탕은 가열하면 녹아서 액체가 되지만, 더욱 가열하면 증기로 되지 않고 분해하고 만다. 종이는 액체가 되는 일도 없이 분해하고 만다. 이와 같이, 물질 중에는 3가지 상태로 변하는 것과 변하지 않는 것이 있다. 또, 어떤 물질이든 고체로는 되지만 물질에 따라서는 액체나 기체가 되지 않는 것도 있다. 고체가 액체로 변하는 일을 '용융' 또는 '융해'라 하고, 액체가 기체로 변하는 것을 '증발' 또는 '기화'라고 부른다. 반대로 기체가 액체로 변하는 것을 '응결' 또는 '액화'라 하고, 액체가 고체로 되는 것을 '응고'라고 부른다. 물질의 고체·액체·기체 상태를 상(phase)이라 부르기도 한다. 얼음은 물의 고체상이고, 수증기는 물의 기체상이며, 실온에서의 물은 액체상이다. 또한, 고체가 용융하거나 기체가 응결하는 등의 변화를 상 변화라고 한다. 나프탈렌이나 장뇌는 가열하면 액체가 되지 않고 직접 고체에서 기체로 된다. 또, 기체가 액체로 되지 않고, 직접 고체로 되는 것도 있다. 이러한 현상을 어느 쪽이나 '승화'라고 한다. 승화의 예로는 이들 외에 아이오딘이 잘 알려져 있으며, 물에도 승화하는 성질이 있다. 0 °C 이하의 기온이 계속될 때 쌓인 눈이 녹지 않으면서도 줄어드는 것은 승화에 의한 것이다. 그런데 얼음을 가열하면 0 °C에서 녹아 물이 되고, 더욱 가열하면 1기압하에서는 100 °C에서 끓어서 수증기가 진화한다. 이와 같이 물질 중에는 고체가 액체로 되는 온도와 액체가 1기압하에서 기체로 되는 온도가 분명히 정해져 있는 것이 많다. 이 온도를 각각 녹는점, 끓는점이라고 한다. 반대로 기체가 액체로 변하는 온도를 액화 온도, 액체가 고체로 변하는 온도를 어는점이라고 한다. 녹는점과 어는점, 끓는점과 액화 온도는 각각 같은데, 이 온도를 경계로 하여 상태가 변하는 것이다. 1기압하에서 승화하는 온도는 '승화점'이라고 불린다.

## 상태평형 그림
철이나 물, 공기는 온도나 압력의 조건을 바꾸면 상태가 변화하는데, 이것을 좀 더 자세히 알아보기로 하자.

### 열린 계와 닫힌 계
물을 컵에 넣고, 뚜껑을 닫지 않고 공기속에 놓아두면 물은 차차 증발하여 없어져 버린다. 그러나, 뚜껑을 단단히 닫아두면 물은 없어지지 않는다. 이 경우의 물과 수증기처럼 관련이 있는 것을 합쳐서 계(표)라 부르기도 한다. 위의 예에서는 컵 안에 있는 물과 컵 주위에 있는 수증기의 계에 대해서 증발의 문제를 생각할 수 있다. 여기서 뚜껑을 덮지 않은 상태를 열린 계, 뚜껑을 덮은 상태를 닫힌 계라고 한다. 뚜껑을 덮지 않은 컵과 같은 열린 계에서는 물과 수증기가 공존하는데, 수증기는 컵 밖으로 자유롭게 퍼져 나갈 수 있기 때문에 컵에서 물질이 빠져 나간다. 따라서, 계 안에 있는 물질의 전량이 변화한다. 한편, 뚜껑을 덮은 컵과 같은 닫힌계에서는 수증기가 밖으로 빠져 나가지 못하기 때문에 컵 안에 있는 물질의 전량은 변화하지 않는다. 이와 같이, 열린 계와 닫힌 계에서는 물질이 출입할 수 있느냐 없느냐의 차이가 있지만, 어느 계에서나 에너지는 출입할 수 있다.

### 상평형 그림
열린 계에서는 물이 계속 증발하여 물이 다 없어질 때까지 변화가 계속되지만, 닫힌 계에서는 얼마 후 증발을 멈추고, 일정 온도 아래에서는 그 이상 상태의 변화가 일어나지 않는다. 이때, 물과 수증기의 계는 평형 상태에 있다고 하고. 이와 같이 평형 상태에 있는 증기를 포화 증기, 그 압력을 포화 증기압이라고 한다. 여기서 온도를 높이면 물은 수증기로 변하고 수증기의 양이 증가하여 그 압력이 증가한다. 반대로 온도를 내리면 수증기는 물로 변하고, 수증기의 양이 감소하여 그 압력도 감소한다. 또, 얼음이 승화하여 수증기로 되거나 수증기가 승화하여 얼음이 될 때도 얼음과 수증기 사이에는 위와 같은 관계가 성립된다. 또한, 얼음과 물은 0 °C에서 함께 존재할 수 있는데, 그 이하의 온도에서도 압력을 가하면 얼음이 약간 녹아서 액체인 물이 된다는 사실도 알려져 있다. 즉, 얼음과 물이 함께 존재하는 온도도 압력에 따라 달라진다. 따라서, 물의 응고점(어는점)인 0 °C나 끓는점인 100 °C는 모두 1기압에서의 온도이고, 압력이 증가하면 응고점은 내려가고 끓는점은 올라간다. 이와 같은 상태의 변화와 온도나 압력과의 관계를 알아보기 위해 세로축에 압력, 가로축에 온도를 나타내는 그래프를 그리면 그림과 같이 된다. 이 그래프를 상평형 그림이라고 한다. 그림에서 AT는 얼음과 수증기가 함께 존재할 수 있는 압력과 온도를 나타내고 BT는 물과 얼음이 함께 존재할 수 있는 압력과 온도를 나타낸다. 또 CT는 물과 수증기가 함께 존재할 수 있는 온도를 나타낸다. T점의 압력과 온도에서는 얼음과 물과 수증기가 동시에 안정하게 존재할 수 있으므로 이것을 '삼중점'이라고 한다. 삼중점의 압력은 수증기압으로 4.58mmHg(높이 4.58mm의 수은주가 나타내는 압력) 온도는 0.0075 °C이다. 이 그래프는 얼음·물·수증기 사이의 평형을 나타내고 있으므로 공기는 고려하지 않은 것이다. 보통 물의 응고점은 760mmHg의 대기압 아래에서 0 °C이므로, 삼중점의 값과는 좀 다르다. 또, 물을 서서히 냉각시키면 삼중점 이하로 내려가도 얼음이 되지 않고 액체 상태를 얼마 동안 유지한다. 이것을 과냉각 상태라고 하는데, 이 상태는 안정된 상태가 아니며, 휘젓거나 작은 얼음덩어리를 넣으면 금방 전체가 얼고 만다. 물뿐만 아니라 3가지 상태를 분명히 나타내는 물질에 대해서는 이러한 상평형 그림을 각각 그릴 수가 있다.

## 임계 온도와 임계 압력
액체인 물은 1기압 100 °C에서 수증기로 변한다. 따라서 1기압하에서는 100 °C 이상의 온도에서 액체인 물은 존재하지 않는다. 100 °C 이상의 온도에서 물을 액체 상태 그대로 유지하려면 압력을 가할 필요가 있다. 압력을 가해서 218.3기압이 되면 물의 끓는점은 374.2 °C가 된다. 그러나 그 이상의 온도가 되면 압력을 계속 가해도 물은 더 이상 액체 상태를 유지하지 못한다. 이 온도를 물의 임계 온도라 하고, 이때의 압력을 임계 압력이라고 부른다. 공기는 1기압에서는 아무리 온도를 내려도 액체가 되지 않는다. 온도를 －140.7 °C로 내리고 37.2기압보다 큰 압력을 가하면 비로소 액체가 된다. 즉, 공기의 임계 온도는 140.7 °C이고, 임계 압력은 37.2기압이다. 이 이하의 온도에서는 더 낮은 압력을 가해도 액체가 된다.

## 상태의 변화와 에너지
얼음을 녹이려면 열을 가해서 온도를 높여야 하고, 물을 얼리려면 열을 빼앗아 온도를 내려야 좋다. 이와 같은 상태의 변화와 열의 출입 관계를 알아보기로 하자.

### 흡열 변화와 발열 변화
얼음을 물로 변하게 하거나 물을 얼음으로 변하게 하는 경우와 같이, 고체―→액체―→기체의 변화는 열을 흡수하는 변화, 즉 흡열 변화(吸熱變化)이다. 이때 흡수되는 열은 물질의 내부에 에너지로서 저장된다. 이와는 반대로, 수증기를 물로 바꾸거나 물을 얼음으로 바꾸는 경우와 같이, 기체―→액체―→고체의 변화는 열을 방출하는 변화, 즉 발열 변화(發熱變化)이다. 이때 방출되는 열은 물질이 내부 에너지로서 가지고 있던 것의 일부이다. 이와 같이 상태의 변화에는 열의 출입 또는 물질의 내부 에너지의 증감이 수반된다.

### 잠열
얼음과 물이 섞여 있는 것을 가열해도, 2가지가 함께 존재하는 동안에는 그 온도는 O°C를 유지한다. 이것은 외부에서 가해진 열이 온도를 변화시키는 데에 사용되지 않고 고체―→액체라는 상 변화를 위해 사용되기 때문이다, 이와 같이 온도를 변화시키지 않고 단지 상태의 변화를 위해 사용되는 열을 잠열(숨은열)이라고 한다. 용융 때의 잠열은 용융열(또는 융해열)이라고 한다. 물을 가열하면 온도가 점점 올라가서 1기압에서 100 °C가 되면 물의 표면뿐만 아니라 내부에서도 수증기로 변하여 거품이 많이 나온다. 이것이 끓음(또는 비등)의 현상이다. 끓음이 계속되는 동안 온도는 100 °C로 유지된다. 이 경우도 외부로부터 가해진 열은 온도는 변화시키지 않고 액체―→기체의 상 변화를 위해 사용되고 있다. 이와 같은 기체의 잠열을 기화열(또는 증발열)이라고 한다. 0 °C에서 얼음 1몰을 완전히 용융시키려면 1.44kcal의 열량을 가해 주어야 하는데, 이것을 얼음의 몰 용융열(또는 몰 융해열)이라고 한다. 또, 100 °C에서 물 1몰을 완전히 기화시키려면 9.72kcal의 열량을 가해 주어야 하는데, 이것을 물의 몰 기화열(또는 몰 증발열)이라고 한다. 이와 반대로 수증기가 물로, 다시 물이 얼음으로 바뀔 때는 기화열 또는 용융열과 같은 양의 열이 방출된다. 즉 1몰의 수증기가 물로 변할 때 방출되는 몰 서림열(또는 몰 응결열)은 몰 기화열과 같고 1몰의 물이 얼음으로 변할 때 방출되는 열인 몰 응고열은 몰 용융열과 그 크기가 비숫하다. 또, 승화 때의 잠열은 승화열이라고 한다.

## 물질의 입자성
소금물을 증발시키면 뒤에 작은 정육면체인 소금 결정이 나타난다. 이것은 무색 투명한 소금물 속에 흩어져 있던 결정과 같은 것이므로, 소금은 원래 작은 입자로 이루어진 것이 아닐까 하고 추측해 볼 수 있다. 또, 결정이 규칙적인 형태를 이루고 있다는 것은, 그것을 구성하고 있는 입자의 배열이 규칙적이기 때문이다. 소금을 강하게 가열하면 녹아서 액체가 되는데, 이것은 결정을 이루고 있던 입자가 어느 정도 자유롭게 움직일 수 있게 되었다고 생각하면 된다. 이것을 더욱 가열하면 증기가 되어 눈에 보이지 않게 되며, 자유롭게 퍼져 나간다. 이것은 결정 입자가 더욱 흩어져서 자유롭게 움직일 수 있게 되었기 때문이다.

### 물질의 구성 입자
위에서는 소금이 아주 작은 입자로 구성되어 있다고 하고 물질의 변화를 생각해 보았는데, 일반적으로 물질은 어떻게 구성되어 있는지 알아보자. 물질을 구성하고 있는 입자에는 원자·분자·이온 등이 있다.원자는 처음에는 물질을 구성하는 가장 작은 입자로 생각되었지만, 현재 원자는 그보다 작은 기본입자라고 불리는 여러 가지 입자로 구성되어 있다는 것이 알려져 있다. 이온은 원자가 (＋)나 (－)의 전기를 띤 것이다. 분자는 기체에서 흔히 볼 수 있듯이, 2개 이상의 원자가 결합하여 한 쌍이 되어 행동하는 것을 말한다.

### 3가지 상태의 변화와 입자
물질의 화학적 성질이나 화학 변화의 구조를 알아보기 위해서는 원자·분자·이온 등에 대해서 잘 알고 있어야 한다. 그러나 3가지 상태의 변화는 이들을 단순히 입자로서 다루어도 그 대강은 이해할 수 있다. 그러므로 원자·분자·이온에 대한 자세한 설명은 뒤로 미루기로 하고, 여기서는 3가지 상태의 변화를 입자의 행동에 입각해서 다시 살펴보기로 한다. 고체 속에서 입자는 규칙적으로 배열되어 조금밖에 움직일 수 없지만, 가열하면 그 에너지를 흡수하여 차차 활발한 운동을 하게 된다. 녹는점에서 입자는 규칙적인 배열을 무너뜨리고 자유롭게 운동하게 되지만, 이를 위해 에너지가 필요하며, 모든 입자가 자유롭게 움직이게 될 때까지 온도는 올라가지 않는다. 액체가 되면 온도가 다시 올라가서 입자는 점점 활발하게 운동하고, 일부는 액체면으로부터 공중으로 뛰쳐 나간다. 끊는점에 이르면 입자는 서로 완전히 자유롭게 되고, 액체의 내부에서도 기체 형태(거품)가 되어 액체면으로부터 뛰쳐 나간다. 액체인 동안은 아직 입자가 서로 끌어당기고 있지만, 여기서 완전히 떨어지기 위해 에너지가 사용되며, 액체가 남아 있는 동안에는 온도는 변하지 않는다.

## 같이 보기
- 물질의 상태
- 기화
- 액화
- 융해
- 응고
- 승화

## 참고 문헌
- 이 문서에는 다음커뮤니케이션(현 카카오)에서 GFDL 또는 CC-SA 라이선스로 배포한 글로벌 세계대백과사전의 "물질의 상태" 항목을 기초로 작성된 글이 포함되어 있습니다.